# Кешбол
Кешбол (на английски: Moneyball) е американска спортна драма от 2011 г. Филмът е екранизация на едноименния роман на Майкъл Луис. Главните роли се изпълняват от Брад Пит, Джона Хил и Филип Сиймур Хофман.
Кешбол дебютира на фестивала в Торонто, а през септември е пуснат по кината в Щатите. На 24 януари 2012 г. получава шест номинации за Оскари 2012, в това число за най-добър филм и най-добър актьор за Пит.

## В ролите
| Актьор              | Роля        |
| ------------------- | ----------- |
| Брад Пит            | Били Бийн   |
| Джона Хил           | Питър Бранд |
| Филип Сиймур Хофман | Арт Хоуи    |
| Крис Прат           | Скот        |

## Награди и номинации
| Награда                              | Категория                          | Номиниран(и)                 | Резултат  |
| ------------------------------------ | ---------------------------------- | ---------------------------- | --------- |
| Награди на филмовата академия на САЩ | Най-добър филм                     | Най-добър филм               | номинация |
| Награди на филмовата академия на САЩ | Най-добра мъжка роля               | Брад Пит                     | номинация |
| Награди на филмовата академия на САЩ | Най-добра поддържаща мъжка роля    | Джона Хил                    | номинация |
| Награди на филмовата академия на САЩ | Най-добър адаптиран сценарий       | Стивън Зейлиън, Аарън Соркин | номинация |
| Награди на филмовата академия на САЩ | Най-добър филмов монтаж            | Кристофър Телефсън           | номинация |
| Награди на филмовата академия на САЩ | Най-добър звуков микс              | Най-добър звуков микс        | номинация |
| Награда на БАФТА                     | Най-добър адаптиран сценарий       | Стивън Зейлиън, Аарън Соркин | номинация |
| Награда на БАФТА                     | Най-добър актьор в главна роля     | Брад Пит                     | номинация |
| Награда на БАФТА                     | Най-добър актьор в поддържаща роля | Джона Хил                    | номинация |
| Златен глобус                        | Най-добър филм - драма             | Най-добър филм - драма       | номинация |
| Златен глобус                        | Най-добър сценарий                 | Стивън Зейлиън, Аарън Соркин | номинация |
| Златен глобус                        | Най-добър актьор в драматичен филм | Брад Пит                     | номинация |
| Златен глобус                        | Най-добър поддържащ актьор         | Джона Хил                    | номинация |